# روبين أكوستا
روبين أكوستا (بالإسبانية: Rubén Acosta)‏ (22 مارس 1968 بمونتفيدو في الأوروغواي - ) هو لاعب كرة قدم أوروغواني في مركز الهجوم. لعب مع نادي بالستينو ونادي راسينغ مونتيفيديو وناسيونال مونتيفيديو وفيلا إسبانيول ‏ وHuracán Buceo ‏ وديبورتيس أنتوفاغاستا ونادي كوليون ونادي سيرو وTacuarembó F.C. ‏.

## وصلات خارجية
- روبين أكوستا على موقع قاعدة بيانات كرة القدم.إي يو (الإنجليزية)
- روبين أكوستا على موقع عالم كرة القدم.نت (الإنجليزية)